# Lucie Colliard
Pour les articles homonymes, voir Colliard.
Lucie Colliard, née Lucie Claudine Parmeland le 24 janvier 1877 à Saint-Félix et morte le 12 août 1961 à Clichy, est une syndicaliste, enseignante, pionnière du féminisme et femme politique française engagée à la Section française de l'Internationale ouvrière, au Parti communiste et au Parti socialiste ouvrier et paysan.
Militante pacifiste pendant la Première Guerre mondiale, elle fut révoquée puis emprisonnée pour antimilitarisme. 
En 1921, puis à nouveau en 1924, elle est élue comme suppléante dans les organismes de direction du Parti communiste. 
En 1924, la CGTU l'envoie soutenir la grève des sardinières de Douarnenez, dans le Finistère. 
Elle entre en 1926 en opposition ouverte avec l'orientation du Parti communiste et en est exclue en février 1928.

## Biographie
Lucie Parmeland nait le 24 janvier 1877 à Saint-Félix dans une famille de cultivateurs. Elle est confiée en 1886 à une institutrice laïque, obtient son certificat d’études primaires en 1888 puis son brevet élémentaire en 1893. Elle passe son brevet supérieur. Elle entre à l’École normale de Rumilly, puis devient institutrice le 1er octobre 1894.  
Elle épouse, en 1902, à Saint-Félix, Henri Colliard, petit propriétaire terrien de Larringes dont elle a un fils en 1903 et une fille en 1905.

## Engagement syndical et politique
Elle compte en 1912 au nombre des animateurs du VIIe congrès national du syndicat de l'enseignement et adhère au Parti socialiste SFIO.
Dès le début de la Première Guerre Mondiale, alors que prévaut l'Union sacrée, elle choisit de défendre la cause du pacifisme.
En 1916, devenue secrétaire adjointe de la section de Haute-Savoie du syndicat des instituteurs et des institutrices, elle participe au congrès de Paris.
En 1917 elle aide Loriot, secrétaire du Comité pour la reprise des relations internationales, à passer en Suisse. En décembre, l'autorité académique la déplace vers un poste déshérité de la commune de Saint-André-de-Boëge, et en 1918 elle est arrêtée pour infraction à la loi relative aux indiscrétions de la presse en temps de guerre, puis traduite en Conseil de guerre. Condamnée à deux ans de prison pour antimilitarisme, elle est incarcérée à Grenoble. Graciée, elle parvient à se faire réintégrer dans le corps enseignant.
Elle est de nouveau inquiétée à la suite d'une assemblée d'instituteurs, salle du Grand Orient, rue Cadet à Paris. Elle réside, alors, à Pantin, dans la Seine.  En novembre 1919, elle part comme permanente syndicale à Caen, dans le Calvados, où elle contribue à reconstituer la Fédération socialiste SFIO et milite dans le Comité de la IIIe Internationale. Le mois suivant, elle devient la secrétaire de la nouvelle section de la Rive gauche de l'Orne. Partout, elle défend les thèses minoritaires. 
La Fédération socialiste du Calvados la délègue au congrès socialiste de Strasbourg de 1920. Elle vient de publier dans le Populaire normand un article portant le titre Vers la IIIe Internationale, pour l'adhésion immédiate. En décembre, devenue secrétaire fédérale, elle représente les socialistes du Calvados au congrès de Tours. Quelques mois plus tôt, elle est également devenue membre de la commission administrative de l'Union départementale (UD) CGT, lors du congrès de Lisieux. 
En 1921 elle est élue secrétaire de la Fédération départementale de la Section française de l'Internationale communiste (SFIC). Nommée permanente par le Comité directeur, elle quitte Caen pour Paris, démissionnant de son poste de permanente de l'UD en qualité d'archiviste-bibliothécaire. En juin-juillet, elle participe au IIIe congrès de l'Internationale communiste. En décembre, le congrès de Marseille du PC l'élit membre suppléante du Comité directeur. 
Elle est signalée en 1922 par la police parmi les délégués assistant à la conférence organisée à Moscou par le comité exécutif de la IIIe Internationale. En octobre, au congrès de Paris du PC, membre de la fraction de Gauche, elle n'est pas réélue au Comité directeur. Elle n'est pas davantage présente parmi les membres du Comité directeur retenus par la Conférence nationale de Boulogne-sur-Seine. Néanmoins, il semble, qu'elle demeure déléguée permanente à la propagande. 
Au congrès de Bourges (1923) de la CGTU, elle est élue membre de la commission féminine, dont elle fait partie du secrétariat. Elle devient, également, co-secrétaire de l'Internationale des femmes. En 1924, le IIIe congrès du PC, réuni à Lyon, la désigne, à nouveau, comme suppléante au Comité central (nouveau nom du Comité directeur). La CGTU l'envoie participer à la grève des sardinières de Douarnenez, dans le Finistère. 
En 1924, lors de la grande grève des sardinières à Douarnenez, Lucie Colliard est venue de Paris apporter son aide aux ouvrières pour structurer le mouvement. Elle a, par exemple, crée le comité de grève, organisé les manifestations journalières et soupes populaires. Ces syndicalistes et ouvrières accueilleront Charles Tillon, venu en renfort. L'année suivante, la librairie de L'Humanité publie sa brochure Une belle grève de femmes : Douarnenez.
En 1925, le quotidien communiste L'Humanité, annonce sa réintégration comme institutrice en Haute-Savoie. Au printemps, après avoir repris son métier, elle reçoit un avertissement. Durant ses congés, la direction politique du PC la met à la disposition de la région bordelaise pour la campagne contre la guerre du Rif. C'est ainsi qu'elle participe, à Bordeaux, au congrès ouvrier et paysan. En décembre, la police annonce son affectation à la cellule 432 du 4e rayon regroupant les militants de la Cristallerie d'Ivry, de la Compagnie générale d'électricité et de la rue Alexandre-Pillaud à Ivry-sur-Seine. Deux mois plus tôt, elle a signé la lettre adressée au comité exécutif de l'Internationale communiste qui critique la direction du PC français. 
Elle entre en 1926 en opposition ouverte avec l'orientation du Parti. Un rapport d'un dirigeant communiste indique qu'elle est influente dans la région d'Annemasse malgré son attitude dans la CGTU où elle s'est désolidarisée des rédacteurs du Bulletin communiste et de la Révolution Prolétarienne. Dans une lettre adressée à Charles Tillon, elle écrit ne pouvoir supporter plus longtemps la gymnastique du sommet. Tillon, dans une lettre, note qu'elle va lutter contre le parti et collaborer à la formation d'un nouveau parti.
Une circulaire du secrétariat du PC de 1927 indique qu'elle appartient à la droite du Parti et qu'elle a signé une déclaration protestant contre l'exclusion de Victor Engler et Germaine Goujon. En mai, elle reçoit un blâme du secrétariat pour travail fractionnel. Néanmoins, elle participe à la création de la revue Contre le Courant et signe l'appel au XVe congrès du Parti communiste russe pour la réintégration des oppositionnels.

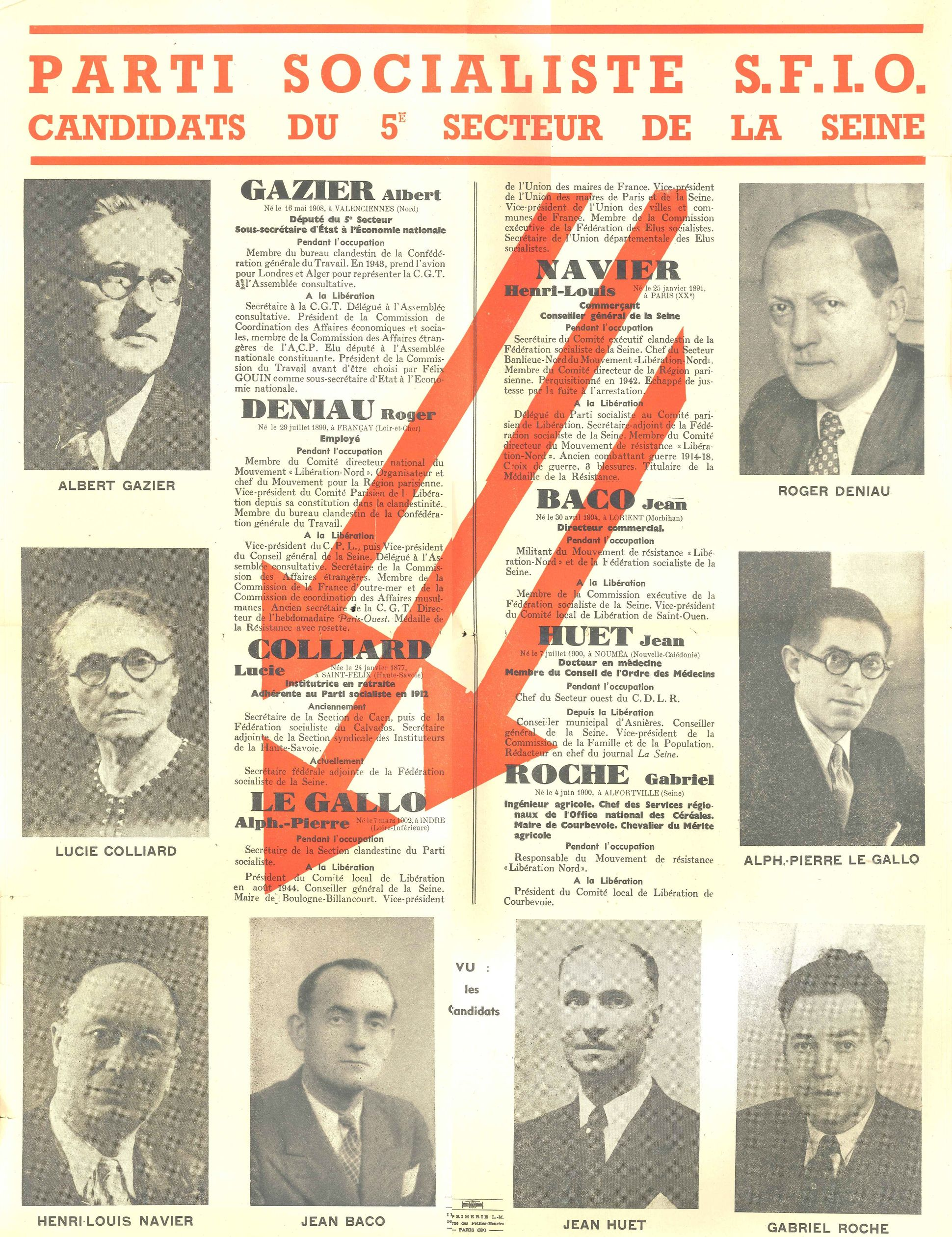
Affiche des candidats SFIO du 5e secteur de la Seine pour les élections législatives de 1946.

Elle signe la pétition de 1928 contre les déportations des opposants internes au PC russe et adresse une lettre à Henri Barbusse en 1929 contre l'exil de Trotsky. Elle est exclue du PC en 1928. En 1930 son nom apparaît parmi les vingt-deux signataires de la déclaration pour la reconstruction de l'unité syndicale. Adjointe dans un poste d'institutrice de montagne, elle prend sa retraite. 
Trésorière du Comité provisoire d'organisation du Rassemblement contre la guerre et l'union sacrée, qui se tient à Saint-Denis, dans la Seine (1935), elle est domiciliée à Clichy en 1936 et milite à la 17e section socialiste de la Seine.
Elle suit Marceau Pivert en 1938 au Parti socialiste ouvrier et paysan (PSOP). En 1939, au congrès de la Pentecôte du PSOP, elle propose un texte qui affirme que la double appartenance au PSOP et à la franc-maçonnerie constitue un danger pour l'avenir du Parti.
En 1945, dans une lettre de Mexico, Marceau Pivert indique se réjouir de son arrivée à la tête de la Fédération de la Seine du Parti socialiste. En octobre, elle figure sur la liste socialiste pour l'élection de l'Assemblée constituante dans la 5e circonscription de la Seine. 
Elle fait partie de la même liste pour les élections de 1946 et quitte le Parti socialiste en 1958.